# Arras Film Festival 2018
Le Arras Film Festival 2018, 19e édition du festival, s'est déroulé du 2 au 11 novembre 2018.

## Déroulement et faits marquants
Lors du festival, le 3 novembre 2018, a lieu l'avant-première mondiale de L'Empereur de Paris, film consacré à Eugène-François Vidocq, natif d'Arras, en présence de son interprète Vincent Cassel et du réalisateur Jean-François Richet. À cette occasion, la municipalité d'Arras inaugure une rue « Eugène-François Vidocq », la plaque étant dévoilée par Vincent Cassel lui-même.
Le 11 novembre 2018, le palmarès est dévoilé : c'est le film russe Jumpman (Подбросы) de Ivan Ivanovitch Tverdovski qui remporte l'Atlas d'or du meilleur film. L'Atlas d'argent de la mise en scène est remis à Daniel Sandu pour One Step Behind the Seraphim.

## Jury

### Jury Atlas
- Emmanuel Finkiel (président du jury), réalisateur
- Marilyne Canto, actrice, réalisatrice
- Lucia Sanchez, actrice, réalisatrice
- Jacques Fieschi, critique, scénariste
- Grégoire Leprince-Ringuet, acteur, réalisateur

### Jury de la critique
- Marie Sauvion (présidente du jury)
- Axel Cadieux
- Marc Godin
- Baptiste Etchegaray
- Catherine Painset

## Sélection

### Compétition européenne
- Genesis de Árpád Bogdán  Hongrie
- One Step Behind the Seraphim (Un pas în urma serafimilor) de Daniel Sandu  Roumanie
- Panic attack (Atak paniki) de Paweł Maślona  Pologne
- Jumpman (Подбросы) de Ivan Ivanovitch Tverdovski  Russie
- Winter Flies (Všechno bude) de Olmo Omerzu  République tchèque
- The Eternal Road (Ikitie) de Antti-Jussi Annila  Finlande
- Take it Or leave it (Võta või jäta) de Liina Triškina-Vanhatalo  Estonie
- The Most Beautiful Couple (Das schönste Paar) de Sven Taddicken  Allemagne
- Duelles d'Olivier Masset-Depasse  Belgique

### Découvertes européennes
- Utoya, 22 juillet de Erik Poppe  Norvège
- Sami Blood de Amanda Kernell  Suède
- Sibel de Çagla Zencirci et Guillaume Giovanetti  Turquie
- Heavy Trip (Kongens nei) de Jukka Vidgren et Juuso Laaio  Norvège
- Styx de Wolfgang Fischer  Allemagne
- Border (Gräns) de Ali Abbasi  Suède
- Emma Peeters de Nicole Palo  Belgique
- Sono tornato de Luca Miniero  Italie
- Frères de sang (La terra dell'abbastanza) de Damiano et Fabio D'Innocenzo  Italie
- Amanda de Mikhael Hers  France

### Visions de l'Est
- L'Été (Лето, Leto) de Kirill Serebrennikov  Russie
- Miss Hanoi de Zdeněk Viktora  République tchèque
- Secret Ingredient (Iscelitel) de Gjorce Stavreski  Macédoine
- Alice T. de Radu Muntean  Roumanie
- The Little Comrade (Seltsimees laps) de Moonika Siimets  Estonie
- L'Interprète (Tlumacz) de Martin Šulík  Slovaquie
- Sunset (Napszállta ) de László Nemes  Hongrie

### Cinémas du monde
- Les Oiseaux de passage (Pájaros de verano) de Cristina Gallego et Ciro Guerra  Colombie
- Compañeros (La noche de 12 años) de Álvaro Brechner  Uruguay
- The Reports on Sarah and Saleem de Muayad Alayan  Palestine
- Aga de Milko Lazarov  Bulgarie
- Les Héritières (Las herederas) de Marcelo Martinessi  Paraguay
- Les Témoins de Lendsdorf (Ha’Edut) de Amichai Greenberg  Israël  Autriche
- Tel Aviv on Fire de Sameh Zoabi  Israël
- Les Éternels (江湖儿女 , Jiānghú érnǚ) de Jia Zhangke  Chine

### Le Festival des enfants
- Miraï, ma petite sœur (未来のミライ, Mirai no Mirai?) de Mamoru Hosoda  Japon
- Casse-Noisette et les Quatre Royaumes (The Nutcracker and the Four Realms) de Lasse Hallström et Joe Johnston  États-Unis
- Mia et le Lion blanc de Gilles de Maistre  France
- La Grande Aventure (Det stora äventyret) d'Arne Sucksdorff  Suède
- Wardi de Mats Grorud  Norvège  Suède
- Pachamama de Juan Antin  France
- Petits contes sous la neige  France  République tchèque  Russie
- Mimi & Lisa - les lumières de Noël de Katarína Kerekesová  Slovaquie
- The Best Thing You Can Do with Your Life de Zita Erffa  Allemagne
- Ma Première Séance

### Carte blanche àMichel Ciment
- Le cinéma en partage de Simone Lainé
- Tesnota (Теснота) de Kantemir Balagov
- Manchester by the Sea de Kenneth Lonergan
- Toni Erdmann de Maren Ade
- The Square de Ruben Östlund
- We Need to Talk about Kevin de Lynne Ramsay
- Ida de Paweł Pawlikowski
- Sunset (Napszállta) de László Nemes

### Invités d'honneur
- Pascale Ferran

### Les Conflits dans les Balkans: Guerre d'ex-Yougoslavie
- Un jour comme un autre (A Perfect Day) de Fernando León de Aranoa  Espagne
- Baril de poudre (Bure baruta) de Goran Paskaljević  Serbie
- Before the Rain de Milcho Manchevski  Macédoine
- Le Cercle parfait (Savršeni krug) de Ademir Kenović  Bosnie-Herzégovine
- Comment la guerre a commencé sur mon île (Kako je počeo rat na mom otoku) de Vinko Brešan  Croatie
- Joli Village, Jolie Flamme  (Lepa sela lepo gore) de Srđan Dragojević  Serbie
- The Living and the Dead (Zivi i mrtvi) de Kristijan Milić  Croatie
- No Man's Land de Danis Tanović  Bosnie-Herzégovine
- La Révélation (Sturm) de Hans-Christian Schmid  Allemagne
- Sarajevo, mon amour (Grbavica) de Jasmila Žbanić  Bosnie-Herzégovine
- Underground d'Emir Kusturica  Serbie
- Le Siège de Rémy Ourdan et Patrick Chauvel  France

## Palmarès

### Compétition
- Atlas d'or du meilleur film : Jumpman (Подбросы) de Ivan Ivanovitch Tverdovski
- Atlas d'argent de la mise en scène : One Step Behind the Seraphim de Daniel Sandu
- Mention spéciale du jury : Take it Or leave it de Liina Triškina-Vanhatalo
- Prix de la critique : Take it Or leave it de Liina Triškina-Vanhatalo
- Prix du public : The Eternal Road de Antti-Jussi Annila
- Prix regards jeunes : One Step Behind the Seraphim de Daniel Sandu